# VEB Klingenthaler Harmonikawerke
VEB Klingenthaler Harmonikawerke (KHW) – byłe przedsiębiorstwo państwowe z siedzibą w Klingenthal w NRD, produkujące instrumenty muzyczne.
Od 1971 r. przedsiębiorstwo produkowało również instrumenty klawiszowe pod marką „Vermona”.